# Благодатовский сельсовет
Благодатовский сельсовет — сельское поселение в Вознесенском районе Нижегородской области.
Административный центр — село Благодатовка.

## История
Статус и границы сельского поселения установлены Законом Нижегородской области от 15 июня 2004 года № 60-З «О наделении муниципальных образований - городов, рабочих посёлков и сельсоветов Нижегородской области статусом городского, сельского поселения».

## Население
| 2002 | 2010 | 2012 | 2013 | 2014 | 2015 | 2016 |
| ---- | ---- | ---- | ---- | ---- | ---- | ---- |
| 1020 | ↘766 | ↘729 | ↘715 | ↗726 | ↘699 | ↘671 |
| 2017 | 2018 | 2019 | 2020 | 2021 |      |      |
| ↘653 | ↘628 | ↘613 | ↘612 | ↗700 |      |      |

## Состав сельского поселения
| № | Населённый пункт | Тип населённого пункта       | Население |
| - | ---------------- | ---------------------------- | --------- |
| 1 | Благодатовка     | село, административный центр | ↘351      |
| 2 | Богородск        | посёлок                      | ↘8        |
| 3 | Букалей          | деревня                      | ↘134      |
| 4 | Варнаево         | деревня                      | ↘253      |
| 5 | Знаменка         | деревня                      | ↘1        |
| 6 | Калиновка        | деревня                      | ↘5        |
| 7 | Лесомашинный     | посёлок                      | ↘0        |
| 8 | Новый Лашман     | посёлок                      | ↘0        |
| 9 | Покровка         | деревня                      | ↘14       |